# Elżbieta Matynia
Elżbieta Matynia-Adams (ur. 1951) – polska socjolożka, doktor habilitowana.
Ukończyła socjologię na Uniwersytecie Warszawskim (1979).
Wykładowczyni w New School for Social Research w Nowym Jorku, gdzie specjalizuje się w historii idei i socjologii polityki. Dyrektor Transregional Center for Democratic Studies w New School oraz członkini redakcji „Social Research”.
W swoich badaniach analizuje m.in. wyzwania, przed którymi stają nowe demokracje, obciążone dziedzictwem przemocy.
Autorka m.in. Demokracji performatywnej (2008) oraz An Uncanny Era: Conversations between Václav Havel and Adam Michnik (2014).
Została profesorem nadzwyczajnym Dolnośląskiej Szkoły Wyższej we Wrocławiu.